# Archibald Campbell, 1.º Duque de Argyll
Archibald Campbell (Edimburgo, 25 de julho de 1658 – Newcastle-upon-Tyne, 25 de setembro de 1703), 10.º Conde de Argyll, depois 1.º Duque de Argyll, foi um nobre escocês.

## Biografia
O primogênito de Archibald Campbell, 9.º Conde de Argyll e de Mary Stuart, filha de Jaime Stuart, 4.º Conde de Moray, Campbell procurou recuperar as propriedades de seu pai que haviam sido confiscadas pelo rei Jaime II, após ter sido acusado de traição e executado em 30 de junho de 1685. Porém, depois de não conseguir fazê-lo, apoiou ativamente Guilherme e Maria na revolução de 1688, que ficou conhecida como a Revolução Gloriosa.
Apesar da proscrição, Campbell foi admitido em 1689 na Convenção de Estados da Escócia como conde de Argyll, e ficou incumbido, juntamente com Jaime Montgomery e John Dalrymple, de oferecer a coroa da Escócia para Guilherme e Maria. Em 1690 foi aprovada uma lei restaurando o seu título e propriedades, e foi o coronel-em-chefe do regimento de infantaria, que esteve envolvido no massacre de 1692 dos MacDonalds de Glencoe, mas não tomou parte em qualquer de suas operações no campo de batalha. Em 1696 foi nomeado Lorde do Tesouro, e seus serviços políticos foram recompensados em 1701 com a criação do título de Duque de Argyll.
Em 12 de março de 1678, se casou com Elizabeth Tollemache (filha de Elizabeth e de Lionel Tollemache, 3.º Baronete de Helmingham) em Edimburgo, na Escócia. Eles tiveram três filhos:
- John Campbell, 2.º Duque de Argyll (10 de outubro de 1680 – 4 de outubro de 1743)
- Archibald Campbell, 3.º Duque de Argyll (junho de 1682 – 15 de abril de 1761)
- Anne Campbell (nascida antes de 1696 – 20 de outubro de 1736), casou com Jaime Stuart, 2.º Conde de Bute e depois com Alexander Fraser.